# Duindravik
De duindravik (Bromus hordeaceus subsp. thominei, synoniem: Bromus thominei) is een eenjarige plant uit de grassenfamilie (Poaceae). De soort komt van nature voor langs de kusten van West- en Midden-Europa en die van de Middellandse Zee en op de Azoren. In Nederland is de soort vrij algemeen in het duindistrict, maar is elders zeer zeldzaam. Ook is duindravik inheems in Vlaanderen. Het aantal chromosomen is 2n=28.
De plant wordt 5-15 cm hoog en vormt talrijke, vaak stervormig liggende stengels. De bladeren hebben een dichte bladscheden, die met korte, teruggeslagen en min of meer aanliggende, zachte haren zijn bezet. Het tongetje is getand.
De duindravik bloeit vanaf mei tot in juli. De bloeiwijze is een 1-3 cm lange pluim. Het 1-1,4 cm lange aartje is drie- tot zesbloemig en heeft een aarsteel, die korter dan het aartje is. Het onderste, 3-5 nervige, 6,5-7,5 mm lange, kale kroonkafje heeft een kafnaald. Het bovenste kroonkafje heeft 5-9 nerven. De rode helmknoppen zijn niet langer dan 2 mm.
De vrucht is een graanvrucht.

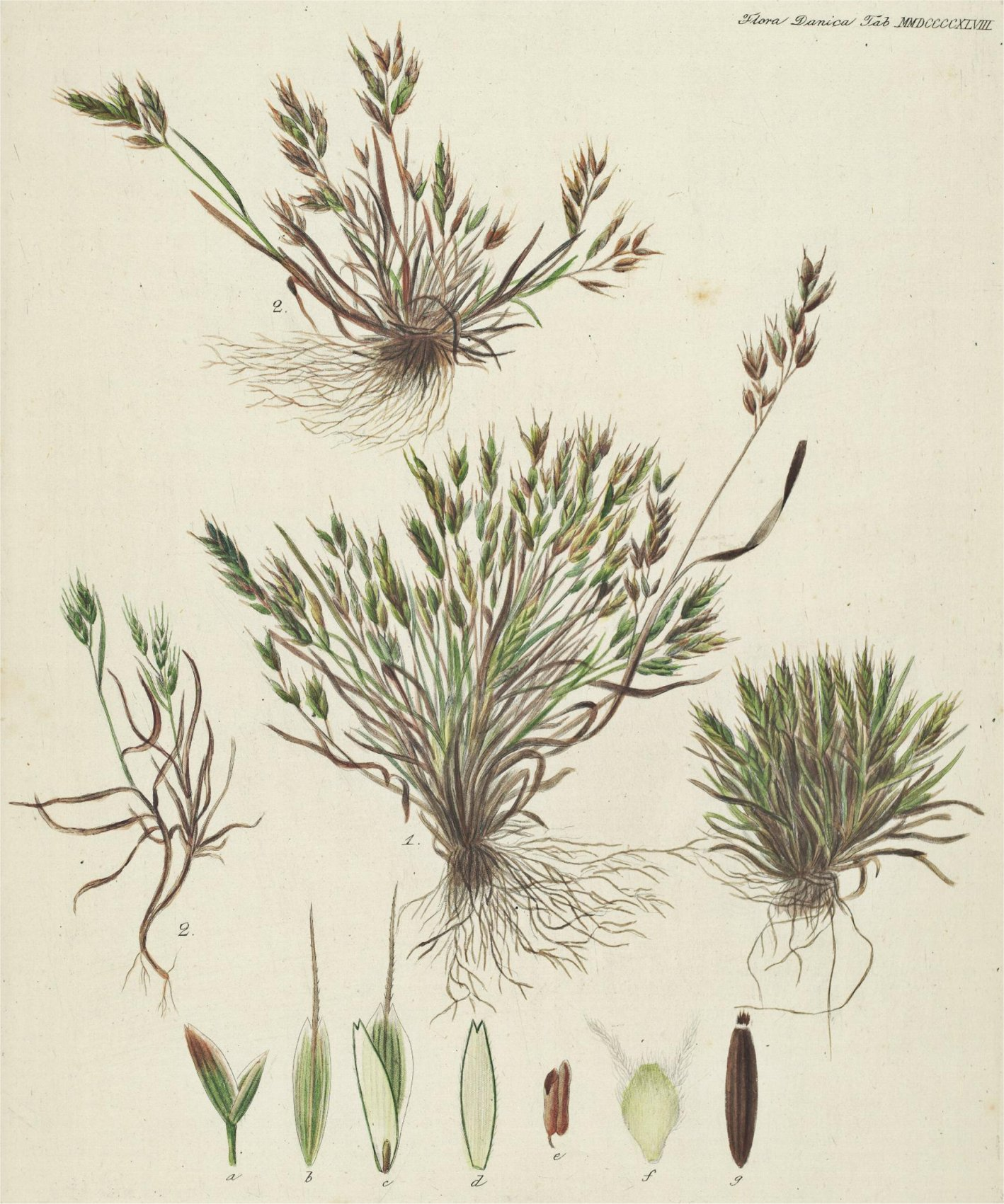
Illustratie
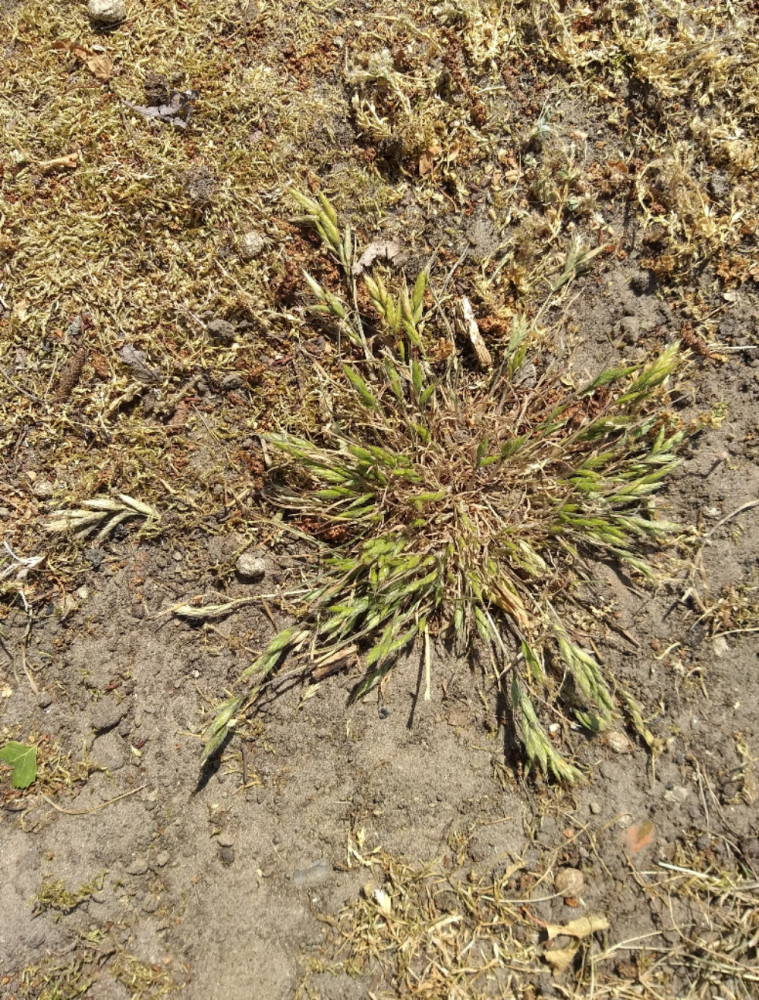
Plant
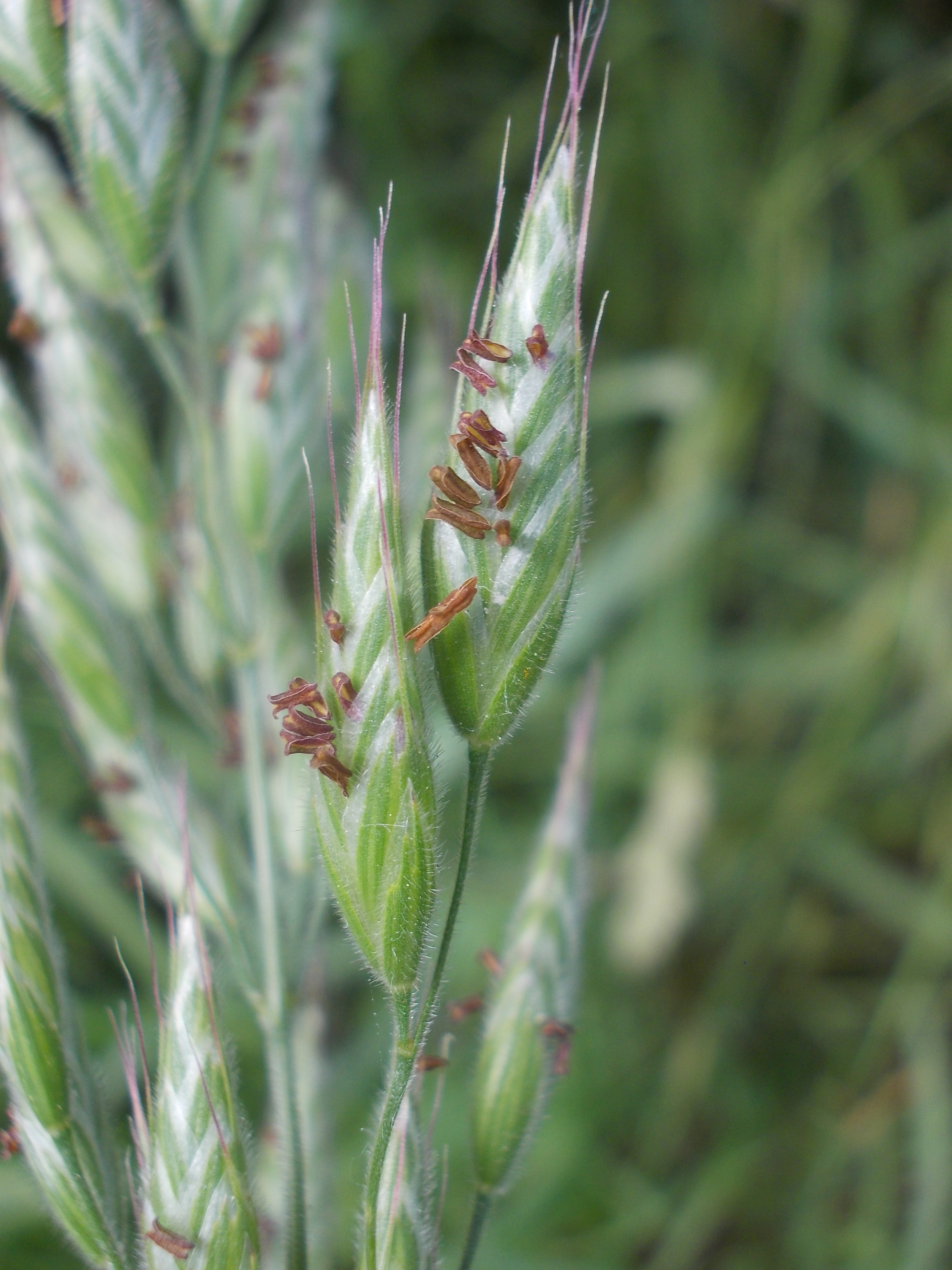
Aartjes

Duindravik staat op zonnige kliffen en open en zonnige, droge tot vrij vochtige, matig zure en min of meer stikstofarme, voedselrijke en omgewerkte, betreden en beweide zangrond. Ze groeit voornamelijk in de duinen en binnenduinen zoals vroongronden (zacht golvende duinen). Ze staat hier op plekken die zijn uitgestoven, onder prikkeldraad, langs veepaadjes en duinpaden, op karrensporen en in door konijnen afgevreten vegetatie vlak achter de zeereep. In het binnenland wordt ze alleen op of nabij aangevoerd duinzand gevonden. Evenals de andere ondersoorten van de zeer variabele Bromus hordeaceus wordt ze door de wind bestoven en de zaden door de wind of als klit verspreid. Duindravik is alleen goed van de overige ondersoorten te scheiden door haar stervormig uitgespreid liggende stengels.